# Gare de Roquebrune-Cap-Martin
Gare de Roquebrune-Cap-Martin vasútállomás Franciaországban, Roquebrune-Cap-Martin településen.

## Vasútvonalak
Az állomást az alábbi vasútvonalak érintik:
- Marseille–Ventimiglia-vasútvonal

## Kapcsolódó állomások
A vasútállomáshoz az alábbi állomások vannak a legközelebb:
- Halte de Monte-Carlo-Country-Club
- Gare de Carnolès
- Gare de Monaco-Monte-Carlo